# Nuevo Berlín
Nuevo Berlín (en alemany Neu Berlin) és un petit municipi de l'Uruguai ubicat al departament de Río Negro, sobre la vora del riu Uruguai, a la frontera natural amb la província d'Entre Ríos (Argentina). Segons les dades del cens de 2011, el poble té una població de 2.450 habitants.
El litoral del riu Uruguai va vertebrar l'assentament d'alemanys en l'interior mitjançant colònies de caràcter agrícola. Una de les primeres seria la de Nueva Mehlem, obra dels germans Richard i Karl Wendelstandt. Van emigrar al litoral aproximadament el 1850, després van comprar l'estada "El Curupí", al departament de Soriano.
| 1963  | 1975  | 1985  | 1996  | 2004    |
| ----- | ----- | ----- | ----- | ------- |
| 1.912 | 2.659 | 2.097 | 2.366 | {{{5}}} |